# سدیلو
سدیلو (به ایتالیایی: Sedilo) یک کومونه در ایتالیا است که در استان اریستانو واقع شده‌است. سدیلو ۶۸٫۹ کیلومتر مربع مساحت و ۲٬۲۷۴ نفر جمعیت دارد و ۲۸۳ متر بالاتر از سطح دریا واقع شده‌است.